# Malostranská (stanice metra)
Malostranská (zkratka MA) je stanice metra v Praze, na trase A, na úseku I.A. Nachází se na Klárově, na severním konci Malé Strany, pod východním úbočím Pražského hradu. Byla otevřena v roce 1978 a je zde zde stejnojmenná tramvajová stanice, která je přestupním uzlem několika tratí. V roce 2004 byla nejméně vytíženou stanicí na trase A. Pracovní název byl Klárov. Stejně se jmenuje i nevyužívaná stanice mezi Malostranskou a Staroměstskou, která je veřejnosti uzavřena. Objevila se i varianta názvu stanice Nerudova dle známého díla Povídky malostranské, napsané právě Janem Nerudou.

## Charakteristika stanice

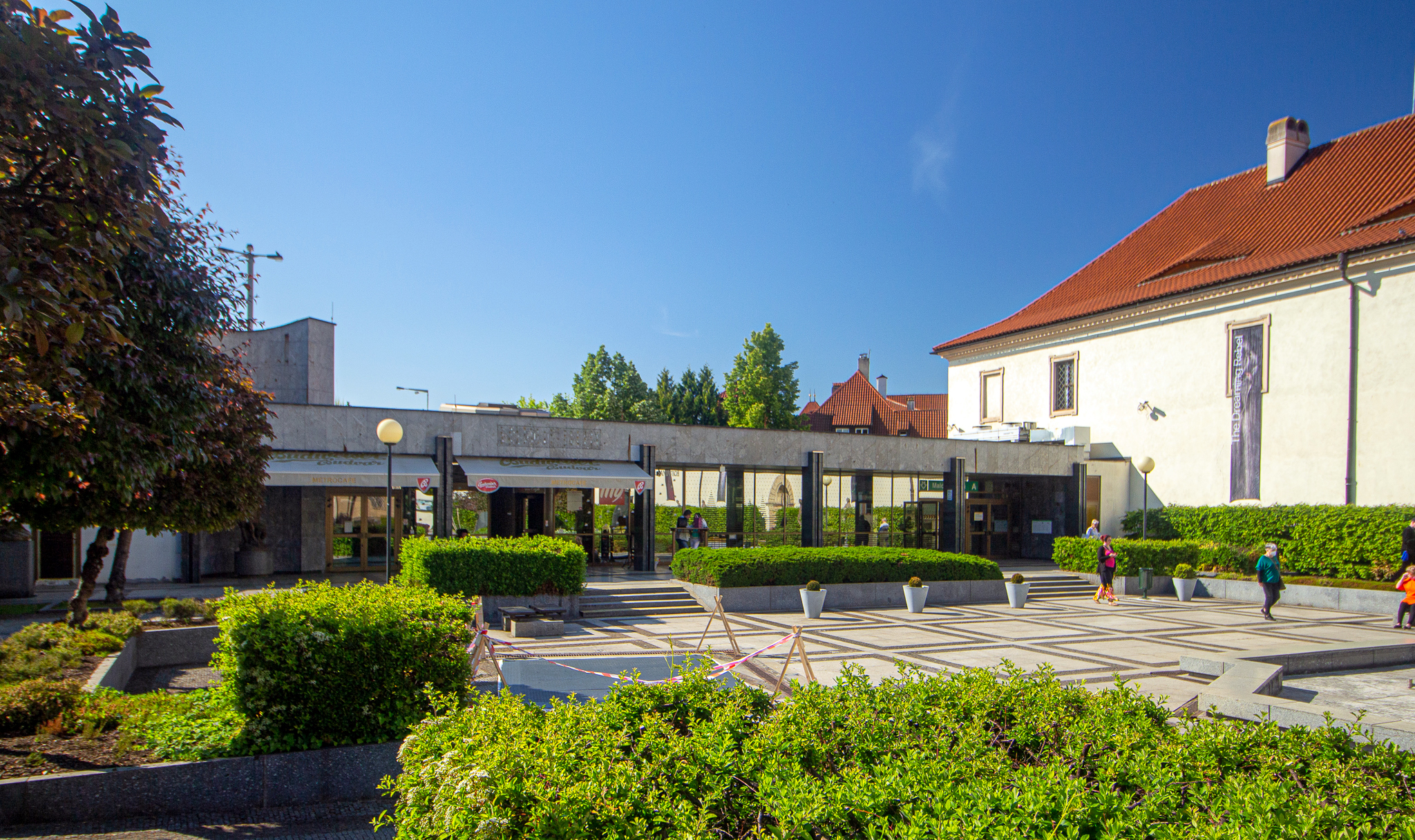
Nadzemní část stanice s Valdštejnskou jízdárnou

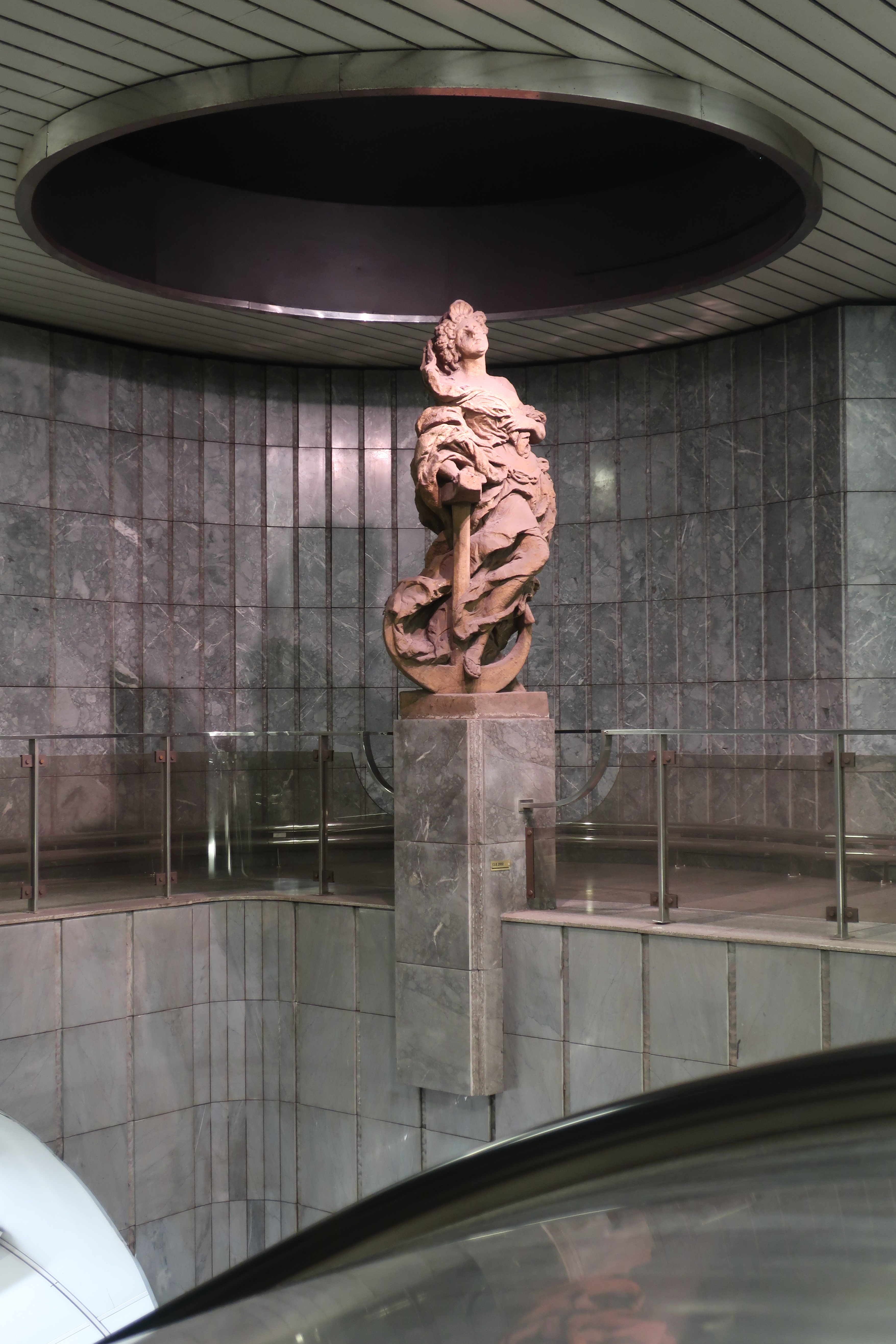
Socha Naděje ve vestibulu

Malostranská je ražená, trojlodní stanice, nacházející se 32 m pod Klárovem. Má čtyři páry prostupů na nástupiště a prodlouženou střední loď. Dostavba dodatečného vestibulu není z důvodu umístění stanice možná. Z Malostranské vede jeden vestibul, který je s nástupištěm spojen dvěma trojicemi eskalátorů.
Mezi lety 1973–1978, kdy probíhala výstavba stanice, bylo na její vybudování vynaloženo 248 milionů Kčs.
V roce 2002 byla stanice zatopena pětisetletou povodní. Obkladem stanice je šedý dekorativní kámen a eloxované hliníkové výlisky v zelené barvě.

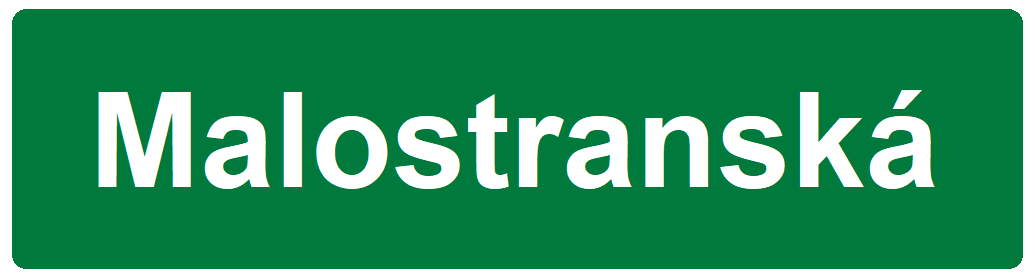
Název stanice

Autorem architektonického řešení je Zdeněk Drobný a výzdoba je inspirována historickým prostředím Malé Strany. Stanice je vyzdobena kopiemi barokních pískovcových soch a umělecky kovanými mřížemi. Ve vestibulu je umístěna kopie alegorické sochy Naděje z galerie Ctností v Kuksu od Matyáše Bernarda Brauna, ve vstupní hale pak kopie sousoší Merkur a Venuše ze zámku Valeč od jeho synovce Antonína Brauna. Prosklena vstupní hala zahrnuje prostor kavárny uzavřené kovovými mřížemi s motivy malostranských domovních znamení od Jana Smrže. Ke stanici přiléhá malý park s fontánou v nádvoří před Valdštejnskou jízdárnou, který byl upraven ve spolupráci s arch. Otakarem Kučou. Zde se nacházejí další výdusky soch antických bohů od Antonína Brauna z Valče. Na opačné straně vstupní haly je umístěno volně stojící kamenné pítko od sochaře Miroslava Vystrčila.
V roce 2018 na stanici Malostranská natočila zpěvačka Barbora Poláková klip pro píseň Vono.

## Fotogalerie

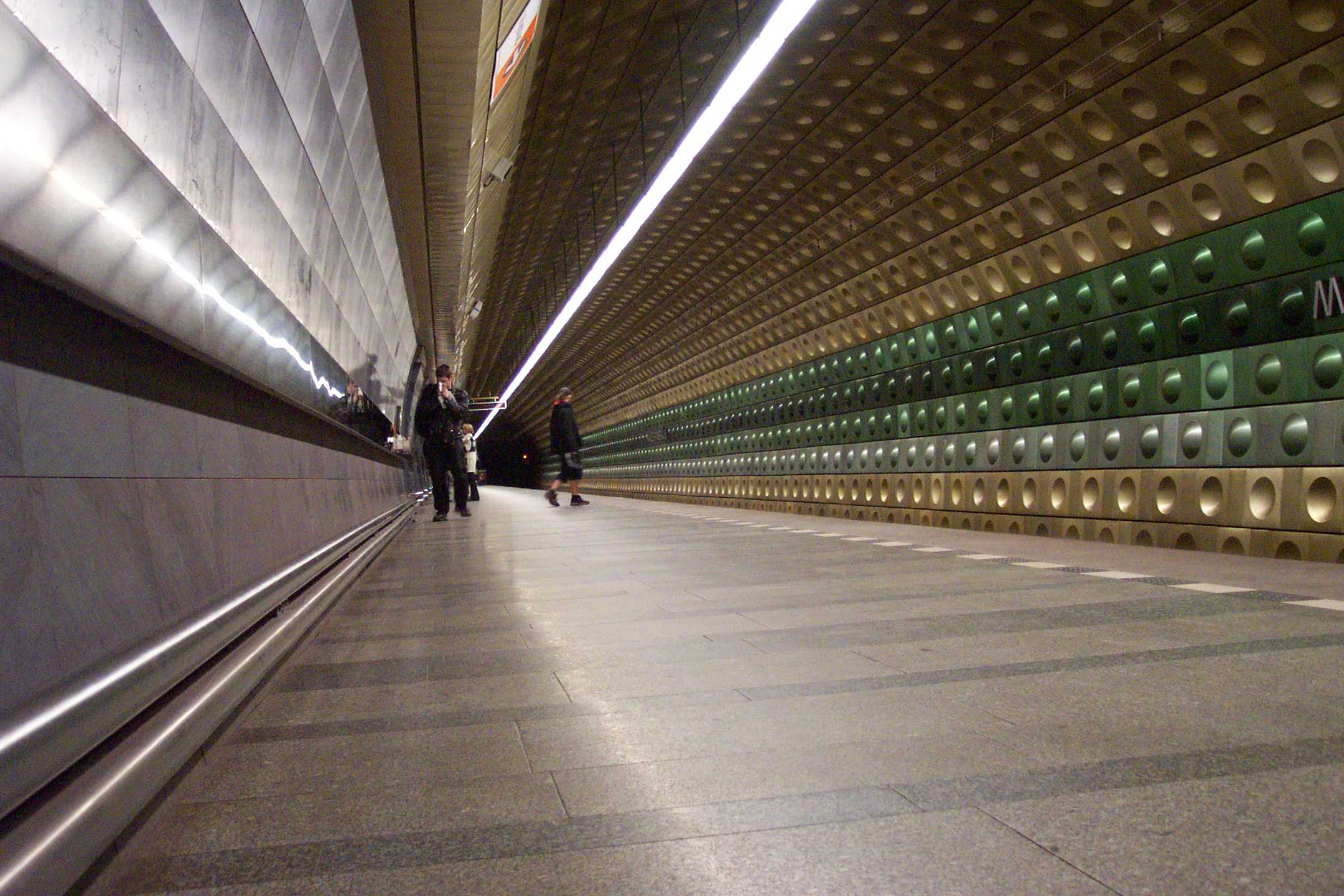
Boční loď stanice
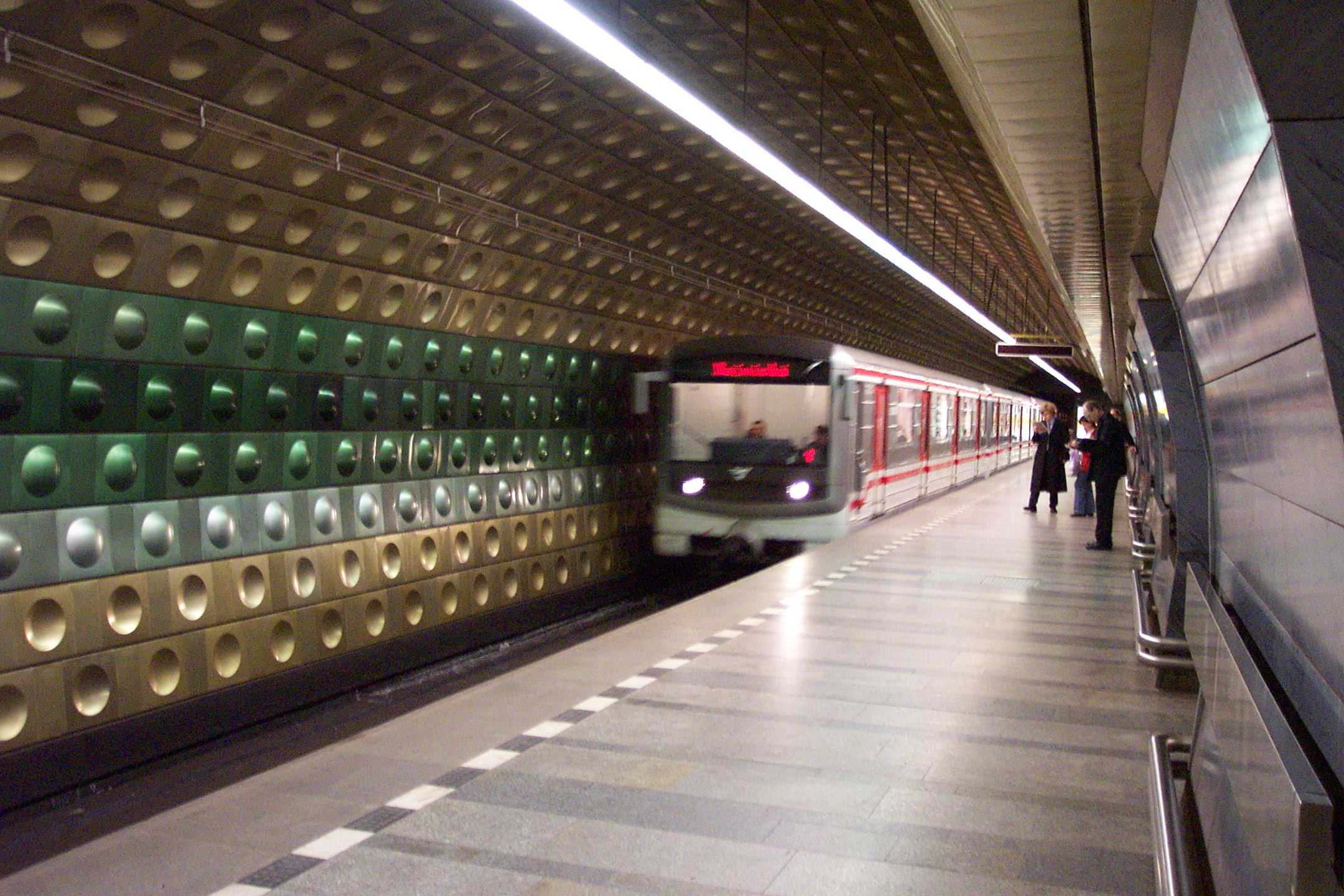
Přijíždějící metro
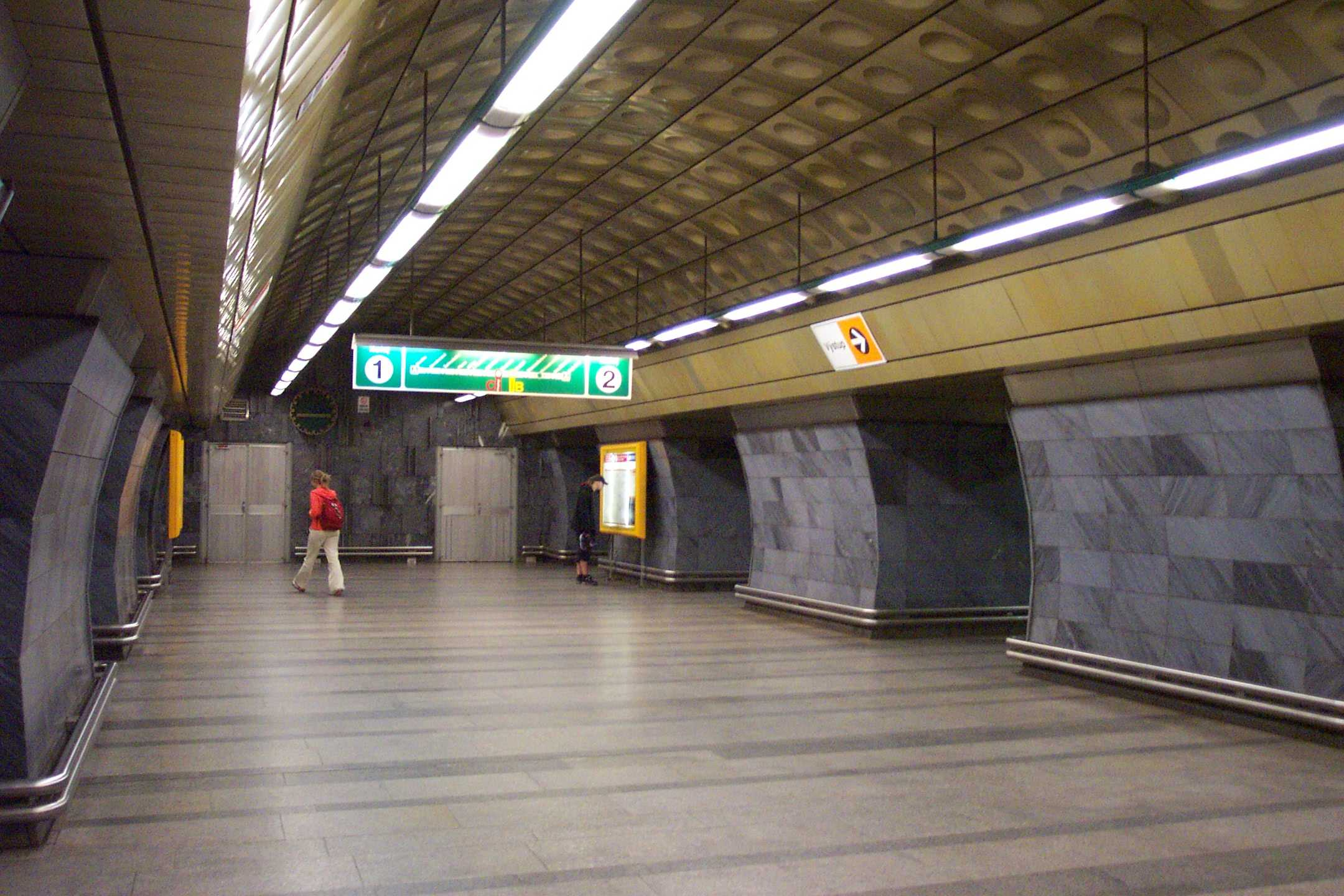
Střední loď
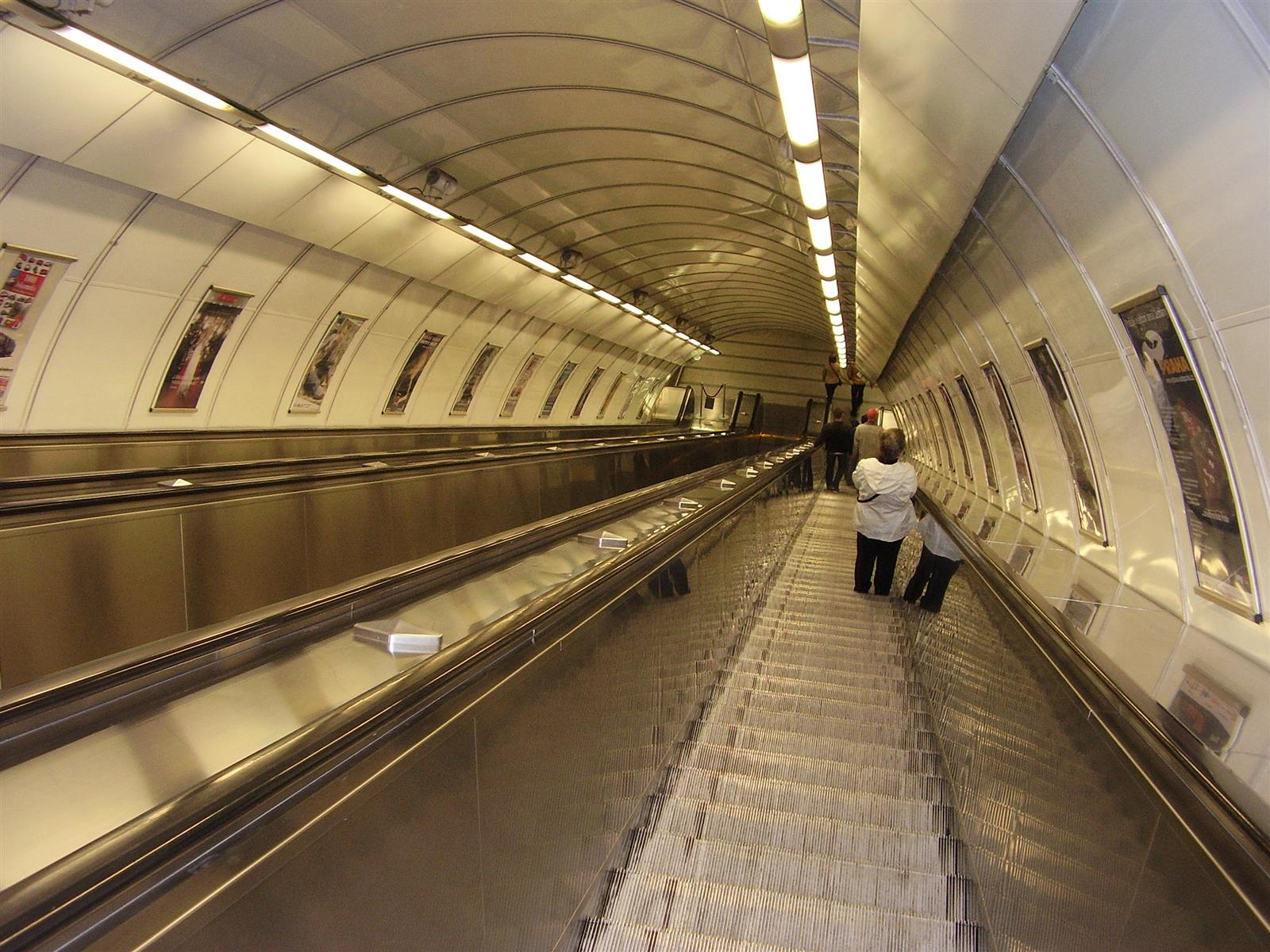
Eskalátor ve stanici